# The Stag - Se sopravvivo mi sposo
The Stag - Se sopravvivo mi sposo (The Stag) è un film del 2013 diretto da John Butler.

## Trama
Fionnan sta per sposarsi e il suo migliore amico Davin decide di organizzare l'addio al celibato (suggerito dalla futura moglie di Fionnan) in montagna, un fine settimana all'irlandese.
Peccato che al gruppo, che oltre a Fionnan e Davin include il fratello di Fionnan, Kevin, il compagno di Kevin e l'amico Simon, si unisca il fratello della sposa, soprannominato The Machine: un individuo all'apparenza insopportabile che rischia di rovinare la gita a tutti.